# Miguel Mancera Aguayo
Miguel Mancera Aguayo (Ciudad de México, 18 de diciembre de 1932) es un economista y político mexicano. Se desempeñó como director general y gobernador del Banco de México de 1982 a 1997.

## Trayectoria profesional
Es licenciado en Economía por el Instituto Tecnológico Autónomo de México (ITAM) y tiene una maestría en Economía por la Universidad de Yale.
Trabajó en el Banco de Comercio (hoy BBVA) de 1953 a 1955 y también se desempeñó como catedrático en el ITAM. Ingresó a trabajar al Banco de México en 1957 como economista. En los años siguientes, en la misma institución, fungió sucesivamente como Administrador del Fondo para el Fomento de las Exportaciones de Productos Manufacturados, como gerente de Asuntos Internacionales y, después, como subdirector y subdirector general. En 1982, fue nombrado director general del mismo por el presidente Miguel de la Madrid. Como director del Banco de México en los siguientes 15 años le correspondió enfrentar fuertes crisis económicas y poner en marcha nuevos programas, como la nueva moneda de México, el Nuevo Peso en 1992. Tras reformas legales que le dieron autonomía al Banco de México, en 1994 se convirtió en el primer Gobernador del banco. Dejó su cargo en 1998 y se retiró de las actividades públicas.

## Premios
- Premio Rey Juan Carlos I de Economía (1992)
- Premio Woodrow Wilson por Servicio Público[2] (2010)